# Pioneer River
Pioneer River är ett vattendrag i Australien. Det ligger i delstaten Queensland, omkring 800 kilometer nordväst om delstatshuvudstaden Brisbane. Genomsnittlig årsnederbörd är 1 672 millimeter. Den regnigaste månaden är mars, med i genomsnitt 448 mm nederbörd, och den torraste är september, med 21 mm nederbörd.